# 寛政町 (名古屋市)
寛政町（かんせいちょう）は、愛知県名古屋市港区の地名。現行行政地名は寛政町1丁目から寛政町9丁目と4つの小字。住居表示未実施。

## 地理
寛政町1丁目から9丁目は名古屋市港区中央部に位置する。東は本宮町・本宮新町、西は善北町、南は品川町、北は泰明町・港北町に接する。
単独町名としての寛政町には4つの小字が残る。字悪水東は中川運河沿いのごく僅かな区画に飛び地として残存し東は熱田前新田、西は金船町に接する。字十四番・十五番・十六番は荒子川周辺に残存する。

### 字一覧
寛政町とその前身である愛知郡小碓村大字寛政の小字は以下の通り。消滅した字については背景色    で示す。
| 字                                 | 字                                     |
| ---------------------------------- | -------------------------------------- |
| 悪水東（あくすいひがし）           | 伊藤分（いとうぶん）                   |
| 九番遠若組（くばんえんじゃくぐみ） | 十五番（じゅうごばん）                 |
| 十三番（じゅうさんばん）           | 十番遠若組（じゅうばんえんじゃくぐみ） |
| 十四番（じゅうよんばん）           | 十六番（じゅうろくばん）               |

## 歴史
もとは江戸期に開発された熱田前新田の西半分にあたる。東半分は熱田前新田の名称のまま先行して1907年（明治40年）に名古屋市へ編入し、残りの区域は大字寛政に改称の上で編入した。

### 町名の由来
熱田前新田が寛政年間に開発されたことによるという。

### 行政区画の変遷
- 1921年（大正10年）
  - 8月12日 - 愛知郡小碓村大字熱田前新田を大字寛政へ改称[1]。
  - 8月22日 - 名古屋市合併に伴い、同市南区寛政町となる[1]。
- 1930年（昭和5年）3月15日 - 寛政町字悪水東の一部が金船町1丁目から3丁目・新船町4丁目に編入される[6][7][8]。
- 1937年（昭和12年）10月1日 - 港区編入に伴い、同区寛政町となる[1]。
- 1938年（昭和13年）4月1日 - 寛政町字悪水東・伊藤分の各一部が本宮町へ編入される[1][9]。
- 1948年（昭和23年）1月1日 - 一部が入場町となる[10]。
- 1950年（昭和25年）1月1日 - 一部が善進町となる[6]。
- 1952年（昭和27年）1月1日 - 寛政町字九番遠若組の一部が寛政町1丁目から9丁目に、寛政町字十三番・十四番の一部が善進町にそれぞれ編入される[11]。
- 1956年（昭和31年）8月1日 - 寛政町字十四番の一部を善進町5丁目へ編入[6][12]。
- 1961年（昭和36年）3月28日 - 寛政町字十番遠若組の一部が寛政町1丁目から5丁目・品川町1丁目から2丁目・遠若町1丁目から3丁目にそれぞれ編入される[6][13]。
- 1965年（昭和40年）5月31日 - 寛政町字伊藤分の一部が砂美町・築盛町・名四町・本宮新町・いろは町・本宮町へ編入される[1][14]。荒子川南部土地区画整理事業の換地処分による[14]。
- 1968年（昭和43年）3月26日 - 寛政町字十三番の一部が善南町・善進本町・十一屋一丁目から二丁目に、字十四番の一部が善北町・前進本町に、字十六番の一部が善北町・善進本町・十一屋一丁目に編入される[6][15]。荒子川南部土地区画整理事業の換地処分による。
- 1982年（昭和57年）6月13日 - 一部が入場一～二丁目となる[16]。

## 世帯数と人口
2019年（平成31年）3月1日現在の世帯数と人口は以下の通りである。
| 町丁   | 世帯数  | 人口    |
| ------ | ------- | ------- |
| 寛政町 | 509世帯 | 1,125人 |

### 人口の変遷
国勢調査による人口の推移
| 2000年（平成12年） | 903人   | [ WEB 7 ]  |  |
| 2005年（平成17年） | 954人   | [ WEB 8 ]  |  |
| 2010年（平成22年） | 1,116人 | [ WEB 9 ]  |  |
| 2015年（平成27年） | 1,201人 | [ WEB 10 ] |  |

## 学区
市立小・中学校に通う場合、学校等は以下の通りとなる。また、公立高等学校に通う場合の学区は以下の通りとなる。
|                | 番・番地等 | 小学校               | 中学校               | 高等学校 |
| -------------- | ---------- | -------------------- | -------------------- | -------- |
| 寛政町1丁目    | 全域       | 名古屋市立小碓小学校 | 名古屋市立港北中学校 | 尾張学区 |
| 寛政町2丁目    | 全域       | 名古屋市立小碓小学校 | 名古屋市立港北中学校 | 尾張学区 |
| 寛政町3丁目    | 全域       | 名古屋市立小碓小学校 | 名古屋市立港北中学校 | 尾張学区 |
| 寛政町4丁目    | 全域       | 名古屋市立小碓小学校 | 名古屋市立港北中学校 | 尾張学区 |
| 寛政町5丁目    | 全域       | 名古屋市立小碓小学校 | 名古屋市立港北中学校 | 尾張学区 |
| 寛政町6丁目    | 全域       | 名古屋市立小碓小学校 | 名古屋市立港北中学校 | 尾張学区 |
| 寛政町7丁目    | 全域       | 名古屋市立小碓小学校 | 名古屋市立港北中学校 | 尾張学区 |
| 寛政町8丁目    | 全域       | 名古屋市立小碓小学校 | 名古屋市立港北中学校 | 尾張学区 |
| 寛政町9丁目    | 全域       | 名古屋市立小碓小学校 | 名古屋市立港北中学校 | 尾張学区 |
| 寛政町字十五番 | 全域       | 名古屋市立小碓小学校 | 名古屋市立港北中学校 | 尾張学区 |
| 寛政町字十六番 | 全域       | 名古屋市立高木小学校 | 名古屋市立宝神中学校 | 尾張学区 |

## 交通

### 鉄道
- 名古屋臨海高速鉄道
■西名古屋港線（あおなみ線） 荒子川公園駅

### 道路
- 名古屋市道戸田荒子川線[2]

## 施設
- 名古屋市上下水道局港北ポンプ所[2]
- 港福祉会館[2]
- 曹洞宗高松寺[2]
- 真宗大谷派善行寺[2]
- 二名社[2]
- ㈱パモウナ 名古屋ショールーム

## その他

### 日本郵便
- 郵便番号 : 455-0066[WEB 3]（集配局：名古屋港郵便局[WEB 13]）。

### WEB
1. 1 2  “愛知県名古屋市港区の町丁・字一覧”.   人口統計ラボ. 2017年10月7日閲覧。
2. 1 2  “町・丁目(大字)別、年齢(10歳階級)別公簿人口(全市・区別)”.   名古屋市 (2019年3月20日). 2019年3月21日閲覧。
3. 1 2  “郵便番号”.  日本郵便. 2019年3月17日閲覧。
4. ↑  “市外局番の一覧”.   総務省. 2019年1月6日閲覧。
5. 1 2 3 4  “名古屋市道路認定図”.   名古屋市. 2021年2月13日閲覧。「名古屋市港区寛政町」のページを参考とした。
6. ↑  名古屋市役所市民経済局地域振興部住民課町名表示係 (2015年10月21日). “港区の町名一覧”.   名古屋市. 2020年11月15日閲覧。
7. ↑  名古屋市役所総務局企画部統計課統計係 (2005年7月1日). “（刊行物）名古屋の町(大字)・丁目別人口 (平成12年国勢調査) 港区” (XLS). 2017年10月8日閲覧。
8. ↑  名古屋市役所総務局企画部統計課統計係 (2007年6月29日). “平成17年国勢調査　名古屋の町(大字)別・年齢別人口 港区” (XLS). 2017年10月8日閲覧。
9. ↑  名古屋市役所総務局企画部統計課統計係 (2012年6月29日). “平成22年国勢調査　名古屋の町(大字)別・年齢別人口 港区” (XLS). 2017年10月8日閲覧。
10. ↑  名古屋市役所総務局企画部統計課統計係 (2017年7月7日). “平成27年国勢調査　名古屋の町(大字)別・年齢別人口” (XLS). 2017年10月8日閲覧。
11. ↑  “市立小・中学校の通学区域一覧”.   名古屋市 (2018年11月10日). 2019年1月14日閲覧。
12. ↑  “平成29年度以降の愛知県公立高等学校（全日制課程）入学者選抜における通学区域並びに群及びグループ分け案について”.   愛知県教育委員会 (2015年2月16日). 2019年1月14日閲覧。
13. ↑  “郵便番号簿 2018年度版” (PDF).   日本郵便. 2019年4月14日閲覧。

### 書籍
1. 1 2 3 4 5 6  名古屋市計画局 1992, p. 837.
2. 1 2 3 4 5 6 7 8  「角川日本地名大辞典」編纂委員会 1989, p. 1530.
3. ↑  諸戸満夫 1985, p. 34.
4. 1 2  名古屋市計画局 1992, p. 516.
5. ↑  名古屋市計画局 1992, p. 508.
6. 1 2 3 4 5  名古屋市計画局 1992, p. 838.
7. ↑  名古屋市計画局 1992, p. 841.
8. ↑  名古屋市会事務局 1943, p. 722-723.
9. ↑  名古屋市会 1966, pp. 115.
10. ↑  名古屋市計画局 1992, p. 840.
11. ↑  名古屋市会 1960, p. 406.
12. ↑  名古屋市会 1972, p. 58.
13. ↑  名古屋市会 1960, pp. 1271–1273.
14. 1 2  名古屋市会 1965, pp. 54–75.
15. ↑  名古屋市会 1967, pp. 1407–1449.
16. ↑  名古屋市計画局 1992, p. 839.